# 松田瓊子
松田 瓊子（まつだ けいこ、1916年（大正5年）3月19日 - 1940年（昭和15年）1月13日）は、日本の小説家。父は小説家の野村胡堂。夫は政治学者の松田智雄。

## 経歴
東京市小石川区（現在の東京都文京区）に4人兄弟の次女として生まれる。作家の父と高等女学校の教員であった母のもと、文化的に恵まれた家庭に育つ。日本女子大附属高等女学校（現在の日本女子大学附属中学校・高等学校）に入学した頃から少女小説を書き始め、女学校卒業の頃に初めての長編である『人形の歌』を完成する。女学校卒業後は日本女子大学校（現在の日本女子大学）英文科に入学する。卒業生名簿に名前が記載されていないことから、卒業はしなかったとされている。
19歳から20歳にかけて長編『七つの蕾』を完成する。1937年（昭和12年）1月に『少女小説物語 七つの蕾』の題で教材社から単行本が刊行された。妹が装丁を手がけ、序文には村岡花子の推薦の言葉がある。同年の秋に政治学者の松田智雄と結婚した。結婚後は長編『紫苑の園』、短編『野の小路』を完成した。長編『蔓ばらの咲く家』を執筆中に腹膜炎を患い、1940年（昭和15年）に23歳で亡くなる。翌1941年（昭和16年）には遺稿である『紫苑の園』の単行本が甲林書房から刊行された。『紫苑の園』には『七つの蕾』同様に妹の装丁と村岡の序文に加え、父と夫の跋がある。神谷美恵子は友人。墓所は多磨霊園。

## 作風
当時の少女小説は感傷に流されがちな作品が多かったが、松田の作品からはそれらとは異なる作風がうかがえる。両親がいなかったり病気であったりする主人公の少年少女が「周囲の人々のさまざまな配慮によって幸せをつかむ」作品が多い。また、年長者が幼い子供から受ける無意識の癒しの力を、作品の中で強調している。
このような欧米の少女小説を思わせる作風は、『アルプスの少女ハイジ』や『若草物語』を愛読し、大学で『若草物語』や『小公子』を原語で読める語学力を身につけた体験が大きく影響している。上笙一郎は彼女の一連の作品に高い評価を与える一方で、登場人物を年齢相応に描写できていないと、人生経験の乏しさゆえの欠点を指摘している。

## 受容
家族や友人に読んでもらうのみであった松田の作品を世に送り出したのは、作家であった父と村岡花子の尽力が大きい。当時の村岡は『少女の友』の編集に携わっていたが、「若い心の願望や野心や欲求がその最も健やかな崇高な清らかな方向に発展した姿」が描かれた松田の作品に触れ、自費出版に近い形で『七つの蕾』を刊行することになった。松田の没後に『紫苑の園』を刊行してから、同年10月には『小さき碧』、翌1942年（昭和17年）5月には『サフランの歌』の単行本が『紫苑の園』同様に甲林出版から刊行され、戦後まで重版されることとなった。
戦後の1947年（昭和22年）には、中原淳一が設立したヒマワリ社から少女雑誌『ひまわり』が創刊されたが、創刊号には『人形の歌』が掲載され、1年間連載されることとなった。また、ヒマワリ社は『ひまわり』の創刊と同時にひまわりらいぶらりー文庫を発刊し、そのうちの1冊として『紫苑の園』が刊行された。好評であったことから続編である『香澄』に加え、『七つの蕾』『サフランの歌』もひまわりらいぶらりー文庫から刊行された。さらに1953年（昭和28年）には、中央公論社から『紫苑の園』『七つの蕾』の単行本が刊行されるなど、多くの読者を獲得した。
1980年代以降にも国書刊行会の淳一文庫として、ひまわりらいぶらりー文庫の単行本を底本とした単行本が刊行されている。『七つの蕾』『紫苑の園』が1985年（昭和60年）に、『香澄』『サフランの歌』が1988年（昭和63年）にそれぞれ刊行されている。ひまわりらいぶらりー文庫をもとにしているものの、12センチx12センチの判型から135パーセント拡大し、作品中に中原の飾罫や挿画を追加した。さらに、1997年（平成9年）には大空社から松田瓊子全集（全6巻）が発売された。

## 著書
- 『紫苑の園』甲鳥書林 1941　中央公論社、1953　国書刊行会、1985
- 『小さき碧 松田瓊子第二遺稿』甲鳥書林 1941
- 『サフランの歌』甲鳥書林 1942　国書刊行会、1988
- 『香澄』ヒマワリ社 1948　国書刊行会、1988
- 『お人形の歌』新浪漫社浅田書店 1949
- 『七つの蕾』中央公論社 1953　国書刊行会、1985
- 『松田瓊子全集』全6巻 松田智雄監修 上笙一郎編　大空社　1997

第1巻　七つの蕾 ほか
第2巻 野辺の子等 小さき碧 サフランの歌
第3巻 紫苑の園 香澄(続・紫苑の園)
第4巻 (未発表作品)
第5巻 (詩歌・日記(上))
第6巻 (日記(下))
別巻 (資料編)
- 『紫苑の園』小学館文庫 2000
- 『七つの蕾』冬花社 2011
- 『すみれノオト 松田瓊子コレクション』早川茉莉編 河出書房新社 2012
- 『七つの蕾』真珠書院 パール文庫 2013